# Bahrain Victorious
L'equip Bahrain Victorious (codi UCI: TBV) és un equip de Bahrain de ciclisme en ruta professional. Creat al 2017 amb el nom de Bahrein-Merida i categoria WorldTeam, participa en totes les curses de l'UCI World Tour. El 2020 passà a anomenar-se Bahrain-McLaren, i el 2021 Bahrain Victorious.

## Principals victòries

### Clàssiques
- Volta a Llombardia: Vincenzo Nibali (2017)
- Milà-Sanremo: Vincenzo Nibali (2018), Matej Mohorič (2022)
- París-Roubaix: Sonny Colbrelli (2021)
- Fletxa Valona: Dylan Teuns (2022)

### Curses per etapes
- Tour de Croàcia: Vincenzo Nibali (2017), Kanstantsin Siutsou (2018), Matej Mohorič (2022)
- BinckBank Tour: Matej Mohoric (2018)
- Volta a Alemanya: Matej Mohorič (2018)
- Volta a Burgos: Mikel Landa (2021)
- Volta a Andalusia: Wout Poels (2022)
- Volta a Polònia: Matej Mohorič (2023)

### Grans Voltes
- Tour de França
  - 8 participacions (2017, 2018, 2019, 2020, 2021, 2022, 2023, 2024)
    - 7 victòries d'etapa: 
      - 2 el 2019: Dylan Teuns, Vincenzo Nibali
      - 3 el 2021: Matej Mohorič (2), Dylan Teuns
      - 2 el 2023: Pello Bilbao, Wout Poels

  - 1 classificacions secundàries:
    - Classificació per equips: 2021

- Giro d'Itàlia
  - 8 participacions (2017, 2018, 2019, 2020, 2021, 2022, 2023, 2024)
  - 7 victòries d'etapa:
    - 1 el 2017: Vincenzo Nibali
    - 1 el 2018: Matej Mohorič
    - 2 el 2021: Gino Mäder, Damiano Caruso
    - 1 el 2022: Santiago Buitrago
    - 2 el 2023: Santiago Buitrago, Jonathan Milan

  - 4 classificacions secundàries:
    - Classificació per equips: 2022 i 2023
    -  Classificació per punts: 2023 (Jonathan Milan)
    -  Classificació dels joves: Antonio Tiberi (2024)

- Volta a Espanya
  - 8 participacions (2017, 2018, 2019, 2020, 2021, 2022, 2023, 2024)
  - 2 victòries d'etapa:
    - 1 el 2017: Vincenzo Nibali
    - 1 el 2021: Damiano Caruso

  - 2 classificacions secundàries:
    -  Classificació dels joves: Gino Mäder (2021)
    - Classificació per equips: 2021

## Classificacions UCI
UCI Amèrica Tour
| UCI Amèrica Tour | UCI Amèrica Tour | UCI Amèrica Tour                | UCI Amèrica Tour |
| Any              | Rànquing d'equip | Millor ciclista al rànquing     |                  |
| ---------------- | ---------------- | ------------------------------- | ---------------- |
| 2017             | -                | Ramūnas Navardauskas (66è)      |                  |
| 2018             | -                | Kanstantsín Siutsou (191è)      |                  |
| 2020             | -                | Santiago Buitrago Sánchez (43è) |                  |
| 2021             | -                | Santiago Buitrago Sánchez (28è) |                  |
| 2022             | -                | Santiago Buitrago Sánchez (14è) |                  |
| 2023             | -                | Santiago Buitrago Sánchez (4t)  |                  |
| 2024             | -                | Santiago Buitrago Sánchez (10è) |                  |
|                  |                  |                                 |                  |
| Font: UCI        |                  |                                 |                  |

UCI Àsia Tour
| UCI Àsia Tour | UCI Àsia Tour    | UCI Àsia Tour               | UCI Àsia Tour |
| Any           | Rànquing d'equip | Millor ciclista al rànquing |               |
| ------------- | ---------------- | --------------------------- | ------------- |
| 2017          | -                | Meiyin Wang (28è)           |               |
| 2018          | -                | Yukiya Arashiro (13è)       |               |
| 2019          | -                | Feng Chun-kai (5è)          |               |
| 2020          | -                | Feng Chun-kai (15è)         |               |
| 2021          | -                | Yukiya Arashiro (72è)       |               |
| 2022          | -                | Yukiya Arashiro (10è)       |               |
| 2023          | -                | Yukiya Arashiro (12è)       |               |
| 2024          | -                | Yukiya Arashiro (26è)       |               |
|               |                  |                             |               |
| Font: UCI     |                  |                             |               |

UCI Europa Tour
| UCI Europa Tour | UCI Europa Tour  | UCI Europa Tour                     | UCI Europa Tour |
| Any             | Rànquing d'equip | Millor ciclista al rànquing         |                 |
| --------------- | ---------------- | ----------------------------------- | --------------- |
| 2017            | -                | Sonny Colbrelli (18è)               |                 |
| 2018            | -                | Sonny Colbrelli (7è)                |                 |
| 2019            | -                | Vincenzo Nibali (24è)               |                 |
| 2020            | -                | Mikel Landa Meana (32è)             |                 |
| 2021            | -                | Sonny Colbrelli (5è)                |                 |
| 2022            | -                | Peio Bilbao López de Armentia (13è) |                 |
| 2023            | -                | Peio Bilbao López de Armentia (16è) |                 |
| 2024            | -                | Antonio Tiberi (29è)                |                 |
|                 |                  |                                     |                 |
| Font: UCI       |                  |                                     |                 |

UCI Oceania Tour
| UCI Oceania Tour | UCI Oceania Tour | UCI Oceania Tour            | UCI Oceania Tour |
| Any              | Rànquing d'equip | Millor ciclista al rànquing |                  |
| ---------------- | ---------------- | --------------------------- | ---------------- |
| 2019             | -                | Rohan Dennis (4t)           |                  |
| 2020             | -                | Heinrich Haussler (35è)     |                  |
| 2021             | -                | Jack Haig (3r)              |                  |
| 2022             | -                | Jack Haig (6è)              |                  |
| 2023             | -                | Jack Haig (9è)              |                  |
|                  |                  |                             |                  |
| Font: UCI        |                  |                             |                  |

UCI World Tour
| UCI World Tour | UCI World Tour   | UCI World Tour              | UCI World Tour |
| Any            | Rànquing d'equip | Millor ciclista al rànquing |                |
| -------------- | ---------------- | --------------------------- | -------------- |
| 2017           | 14è              | Vincenzo Nibali (5è)        |                |
| 2018           | 7è               | Ion Izagirre Insausti (23è) |                |
|                |                  |                             |                |
| Font: UCI      |                  |                             |                |

El 2016 la Classificació mundial UCI passa a tenir en compte totes les proves UCI. Durant tres temporades existeix paral·lelament amb la classificació UCI World Tour i els circuits continentals. A partir del 2019 substitueix definitivament la classificació UCI World Tour.
| Rànquing Mundial | Rànquing Mundial | Rànquing Mundial                    | Rànquing Mundial |
| Any              | Rànquing d'equip | Millor ciclista al rànquing         |                  |
| ---------------- | ---------------- | ----------------------------------- | ---------------- |
| 2017             | -                | Vincenzo Nibali (6è)                |                  |
| 2018             | -                | Sonny Colbrelli (22è)               |                  |
| 2019             | 13è              | Vincenzo Nibali (32è)               |                  |
| 2020             | 13è              | Mikel Landa Meana (39è)             |                  |
| 2021             | 5è               | Sonny Colbrelli (6è)                |                  |
| 2022             | 8è               | Peio Bilbao López de Armentia (17è) |                  |
| 2023             | 6è               | Peio Bilbao López de Armentia (17è) |                  |
| 2024             | 17è              | Antonio Tiberi (38è)                |                  |
|                  |                  |                                     |                  |
| Font: UCI        |                  |                                     |                  |

## Composició de l'equip 2025
| Llista de l'equip 2025        | Llista de l'equip 2025 | Llista de l'equip 2025                       | Llista de l'equip 2025 |
| Ciclista                      | Data de naixement      | Equip previ                                  |                        |
| ----------------------------- | ---------------------- | -------------------------------------------- | ---------------------- |
| Nikias Arndt                  | 18 de novembre de 1991 | Team DSM (2022)                              |                        |
| Phil Bauhaus                  | 8 de juliol de 1994    | Team Sunweb (2018)                           |                        |
| Peio Bilbao López de Armentia | 25 de febrer de 1990   | Astana (2019)                                |                        |
| Alberto Bruttomesso           | 30 de octubre de 2003  | Cycling Team Friuli ASD (2023)               |                        |
| Santiago Buitrago Sánchez     | 26 de setembre de 1999 | Team Cinelli (2019)                          |                        |
| Nicolò Buratti                | 7 de juliol de 2001    | Cycling Team Friuli ASD (2023)               |                        |
| Damiano Caruso                | 12 de octubre de 1987  | BMC Racing Team (2018)                       |                        |
| Roman Ermakov                 | 6 de octubre de 2004   | CTF Victorious (2024)                        |                        |
| Žak Eržen                     | 19 de octubre de 2005  | CTF Victorious (2024)                        |                        |
| Afonso Eulálio                | 30 de setembre de 2001 | ABTF Betão-Feirense (2024)                   |                        |
| Matevž Govekar                | 17 de abril de 2000    | Tirol KTM Cycling Team (2022)                |                        |
| Kamil Gradek                  | 17 de setembre de 1990 | Vini Zabù (2021)                             |                        |
| Jack Haig                     | 6 de setembre de 1993  | Mitchelton-Scott (2020)                      |                        |
| Rainer Kepplinger             | 19 de agost de 1997    | Hrinkow Advarics (2022)                      |                        |
| Lenny Martinez                | 11 de juliol de 2003   | Groupama-FDJ (2024)                          |                        |
| Fran Miholjević               | 2 de agost de 2002     | Cycling Team Friuli ASD (2022)               |                        |
| Matej Mohorič                 | 19 de octubre de 1994  | UAE Team Emirates (2017)                     |                        |
| Mathijs Paasschens            | 18 de març de 1996     | Lotto Dstny (2024)                           |                        |
| Andrea Pasqualon              | 2 de gener de 1988     | Intermarché-Wanty-Gobert Matériaux (2022)    |                        |
| Finlay Pickering              | 27 de gener de 2003    | Trinity Racing (2023)                        |                        |
| Daniel Skerl                  | 21 de març de 2003     | CTF Victorious (2024)                        |                        |
| Robert Stannard               | 16 de setembre de 1998 | Alpecin-Deceuninck (2023)                    |                        |
| Oliver Stockwell              | 7 de juny de 2001      | CTF Victorious (2024)                        |                        |
| Antonio Tiberi                | 24 de juny de 2001     | Trek-Segafredo (2023)                        |                        |
| Torstein Træen                | 16 de juliol de 1995   | Uno-X Pro Cycling Team (2023)                |                        |
| Chih Hao Tu                   | 24 de febrer de 1997   | Cycling Team Friuli ASD (2022)               |                        |
| Max van der Meulen            | 13 de gener de 2004    | CTF Victorious (2024)                        |                        |
| Vlad Van Mechelen             | 2 de juny de 2004      | Development Team dsm-firmenich PostNL (2024) |                        |
| Fred Wright                   | 13 de juny de 1999     | 100% me (2018)                               |                        |
| Edoardo Zambanini             | 21 de abril de 2001    | Zalf Euromobil Fior (2021)                   |                        |
|                               |                        |                                              |                        |
| Font: ProCyclingStats         |                        |                                              |                        |